# 锯蕨
锯蕨（学名：Micropolypodium okuboi）为禾叶蕨科锯蕨属下的一个种。